# Figürliche Plastik auf Malta

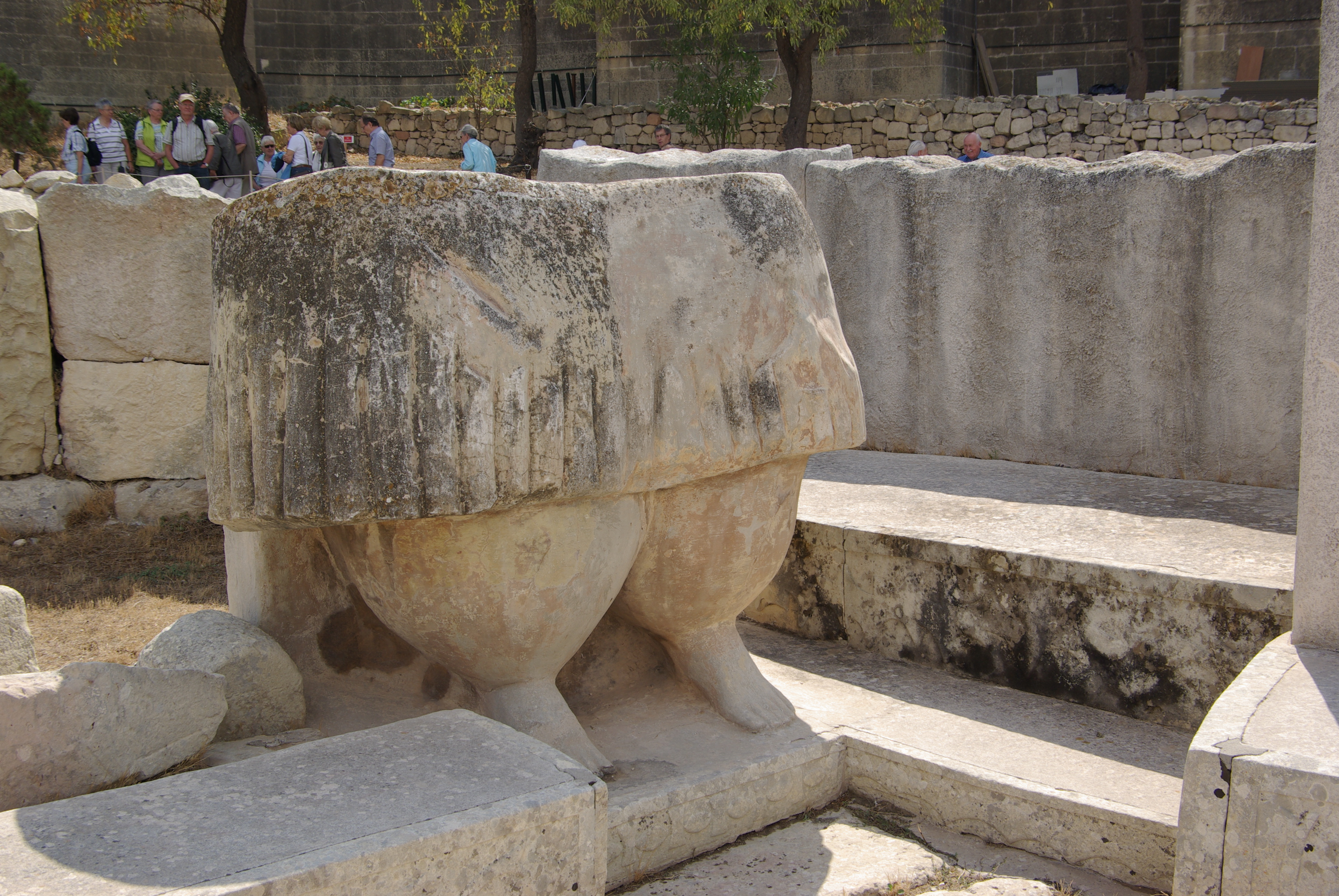
Figurtorso in Tarxien

Als Figürliche Plastik wird eine Gruppe neolithischer Figurinen bezeichnet, die – soweit sie über den Fundzusammenhang datierbar sind – zwischen 3.600–3.000 v. Chr. auf Malta hergestellt wurden.

## Beschreibung
Die Figurinen sind in verschiedenen Erhaltungsgraden und Größen gefunden worden, zumeist jedoch als Torsi. Im Südtempel von Ħaġar Qim wurden fünf fettleibige Plastiken gefunden, die J. von Freeden für Bauopfer ansieht. Die äußerst korpulenten Figuren folgen den charakteristischen Vorstellungen voluminöser Körperform, die stark gerundete Arme und Beine sowie ausladende Gesäße umfassen. Die Größe variiert von Miniaturen, die nur etwa zwei cm hoch sind, bis zu Statuen von gut 50 cm Höhe. Lediglich im Fall der „Sitzenden“, die im westlichen Tempel von Tarxien gefunden wurde, werden kolossale Dimensionen erreicht. Diese Figur muss ursprünglich etwa zwei Meter hoch gewesen sein. Zwei andere Torsi werden auf einen Meter Höhe geschätzt.
Größe und Material sowie der Ort, an dem, und der Zustand, in dem sie aufgefunden wurden, sind Kriterien zur Beantwortung der Frage was sie darstellen. Die Materialpalette der Figurinen auf dem Archipel reicht von Stein, in der Hauptsache lokaler weicher Kalkstein aber gelegentlich auch Alabaster, bis zu unterschiedlich hart gebranntem Ton. Jene Terrakotta-Figurinen die in Grabstätten am Xaghra Circle auf Gozo vermischt mit menschlichen Skelettüberresten zahlreich entdeckt wurden, sind klein und einfach. Hier fand sich aber auch das Fragment einer großen Statue. Die größeren Figuren wurden in Tempeln – acht innerhalb des Tempels von Ħaġar Qim, aber auch im Hypogäum von Ħal-Saflieni gefunden.

## Deutungen

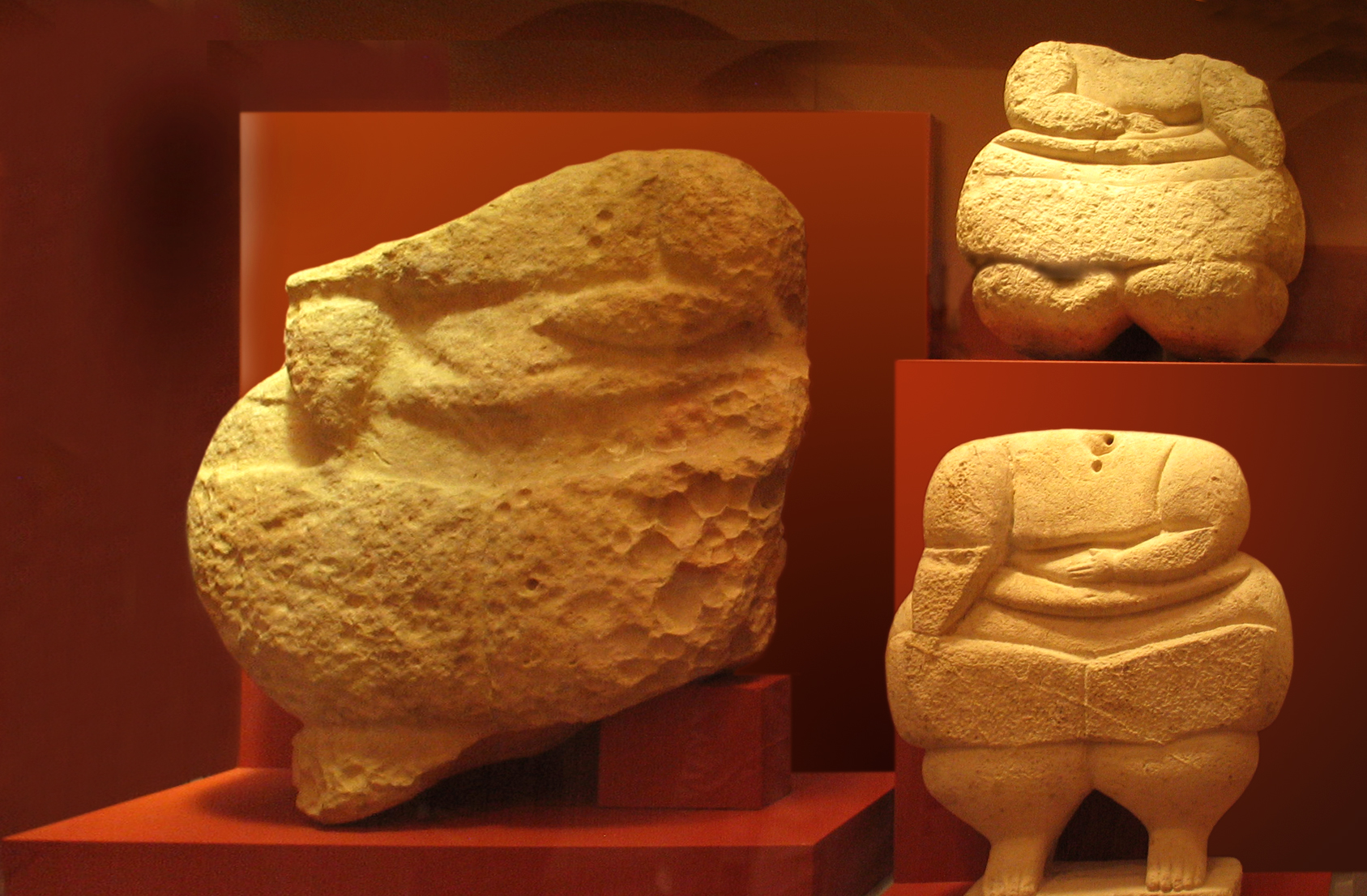
Drei Torsi

Die Größe des Exemplars von Tarxien lässt durch die Verbindung mit dem Tempel vermuten, dass mittels der Plastiken eine oder verschiedene Gottheiten dargestellt wurden. Diese Frage stellt sich durch eine Doppelpräsentation derselben Figur, die als Relief in einen Steinblock gehauen wurde, der Bestandteil der großen Apsis von Ħaġar Qim ist. Von beiden blieb nur der Wadenbereich erhalten, der aber zeigt, dass sie zur korpulenten Art gehören.
Sie wurden als Muttergottheiten oder als „fette Damen“ bezeichnet, obwohl ihr Geschlecht aufgrund der androgynen Darstellung zumindest ambivalent ist, auch wenn einige völlig oder teilweise nackt sind. Das Geschlecht wird lediglich aufgrund der Korpulenz vermutet, die feminin zu sein scheint, und wegen der offensichtlichen Weiblichkeit der so genannten Sleeping Lady (Schlafenden), aus dem Hypogäum. Dagegen spricht die für derart voluminöse Frauen extrem schwach ausgebildete Brust.
Bei den Ausgrabungen im Xaghra Circle wurden zwei nebeneinander sitzende Figuren gefunden. Sie gehören zum korpulenten Typ und ähneln den Kolossalstatuen von Tarxien. Sie scheinen barbusig zu sein, aber auch ihr Geschlecht ist nicht erkennbar. Eine Figur trägt eine kleine Tasse, die andere streichelt eine Miniatur von exakt dem gleichen Aussehen. Die dritten Statue ermöglicht Interpretationen, wie die eines Göttertrios Mann, Frau und Kind, das Parallelen in den Religionen des östlichen Mittelmeeres hat. Auf Malta gibt es eine weitere derartige Komposition. Als Relief wurde sie auf den Fragmenten zweier ursprünglich etwa 30 cm hoher Statuen im Tarxientempel gefunden. Jede Figur sitzt auf einer Art Bank und trägt einen Plissee-Rock. Die Miniaturen sind in einem Fall, als sehr flaches Relief hinten und an einer Seite der Bank und im anderen Fall auf der Bank und auf dem Rock der Figur eingearbeitet.
G. R. Levy ist der Ansicht, dass dieser Standardumriss in voller Absicht reproduziert wurde und die innere Form der großen Tempelanlagen wiedergibt. Diese Theorie könnte man mit einer Dualität verbinden, denn mehrere Tempel-Komplexe bestehen aus zwei nebeneinander gebauten in etwa gleich großen Einheiten. Dagegen spricht, dass mehrere Komplexe aus drei und mehr Einheiten bestehen und sich nicht unbedingt nebeneinander befinden. Dabei ist zu berücksichtigen, dass die Standardform der Tempel einer Evolution unterlag und sich von einem kleeblattförmigen Grundriss in eine Form, bestehend aus zwei Apsiden paaren mit einer teils flachen Nische im Kopfteil entwickelte, die erst später in diffuse Anlagenformen überging.

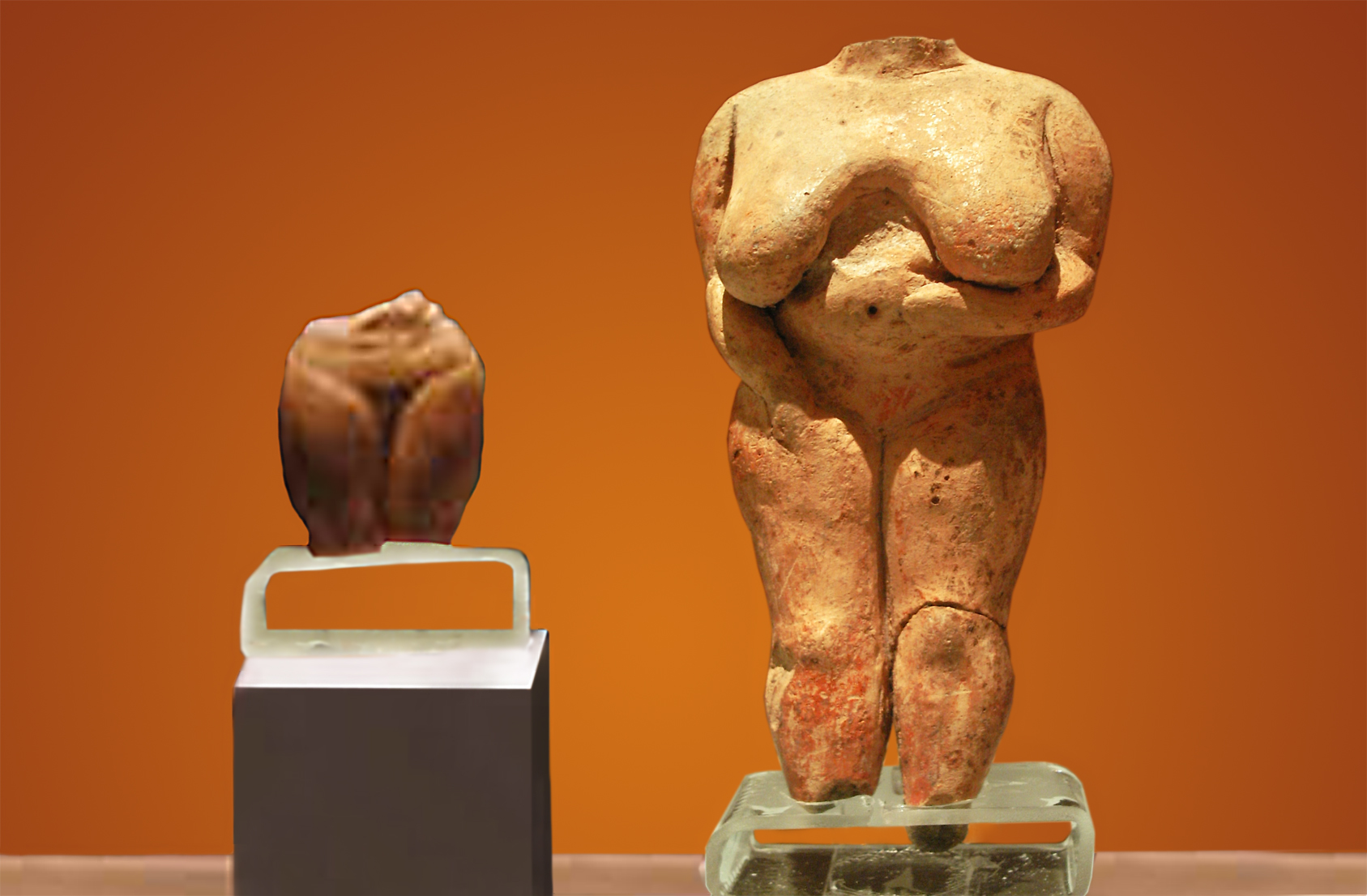
Die Venus

Eine bedeutsame Besonderheit sind einige Figuren die mit einer flexiblen Verbindung zwischen Kopf und Körper gefertigt waren. Offenbar wurden dem Torso verschiedene Köpfe aufgesetzt, die mit Schnüren befestigt wurden.

## Die Venusfigur
Als eine der wenigen eindeutigen Abbilder einer Frau, das die maltesische Tempelkultur hinterlassen hat, gilt die in Ħaġar Qim gefundene so genannte „Venus von Malta“. Diese Terrakotta ist knapp 13 cm hoch. Die Darstellung ist im Gegensatz zu den stilisierten korpulenten Typen naturalistisch. Die „Venus“ hat eine gewisse erotische Aura. Es gibt andere Beispiele von weiblichen Figuren ähnlicher Größe, in formaler naturalistischer Darstellungsweise, mit ähnlichen Proportionen. Eine im Tarxientempel gefundene, befindet sich in sitzender Position mit nach oben an die Brust gezogenen schräggestellten Schenkeln. Ihre Komposition ist überraschend modern. Eine den Kykladenidolen ähnelnde Frauenfigur wurde in Skorba gefunden.